# 악샤라 하산
악샤라 하산(힌디어: अक्षरा हासन, 영어: Akshara Haasan, 1991년 10월 12일 ~ )는 인도의 배우, 댄서이다. 배우 사리카 타쿠르의 차녀이자 배우 슈루티 하산의 여동생이다.